# Touhou Project
Touhou Project (jap. 東方Project Tōhō Purojekuto), znane także jako Toho Project lub Project Shrine Maiden – seria niezależnych (Dōjin) gier komputerowych tworzona przez jednoosobowy zespół Team Shanghai Alice. Według stanu na marzec 2018 roku, seria składa się obecnie z 33 gier, z czego większość stanowią gry typu shoot 'em up w stylu bullet hell.
Pierwsze 5 gier stworzone zostało na japońskie komputery osobiste PC-98 w latach 1996–1998 przez grupę Amusement Makers. Kolejne części serii, dostępne już tylko dla systemu Windows, są tworzone od roku 2002 przez osobę o pseudonimie ZUN, założyciela Team Shanghai Alice oraz dawnego członka Amusement Makers i Taito Corporation. Część gier powstaje dzięki studiu Twilight Frontier – we współpracy z ZUNem stworzyli oni 6 bijatyk.
W ramach serii Touhou wydane również zostały powieści light novel, mangi oraz albumy muzyczne.
Touhou Project posiada również wiele nieoficjalnych gier, tworzonych przez fanów serii.

## Mechanika gier
- Pociski gracza nabierają mocy w sposób arytmetyczny, gdy gracz zbiera bonusy upuszczane przez przeciwników, by wreszcie osiągnąć maksymalną siłę ognia.

- Gracz może zdobywać dodatkowe życia – sposób ich zdobywania jest inny w każdej grze, jednak zazwyczaj sprowadza się do uzyskania odpowiedniej liczby punktów, przedmiotów dających bonusy punktowe bądź „części życia”.

- Focus Mode – domyślnie uruchamiany klawiszem shift, spowalnia ruch gracza, pozwala zobaczyć punkt kolizyjny oraz (w większości przypadków) koncentruje atak gracza, by zwiększyć jego siłę ognia kosztem zasięgu. Ten tryb jest nieodzowny przy poruszaniu się przez skomplikowane układy pocisków.

- System Graze (otarcie) liczy ile pocisków weszło w kontakt z grafiką postaci, ale nie trafiło punktu kolizyjnego i nagradza ryzykowną grę dodatkowymi punktami bądź zwiększonym ich mnożnikiem.

- Karty Zaklęć (‘Spell Card’), domyślnie uruchamiane klawiszem X, są podobne do bomb w innych grach tego typu. Gracz dysponuje ograniczoną ich liczbą; ich wykorzystanie nadaje postaci chwilową nieśmiertelność i wyzwala magiczny atak, który zwykle oczyszcza większość ekranu z pocisków i zadaje duże obrażenia przeciwnikom.
  - Gracz może wykorzystać kartę na ułamek sekundy po kolizji z pociskiem (tzw. deathbomb) by uniknąć utraty życia.
  - W przypadku bossów, termin „karta zaklęć” oznacza charakterystyczny i efektowny atak, którego zaliczenie nagradzane jest dużą premią punktową.

## Gry na NEC PC-9801
Highly Responsive to Prayers (jap. 東方靈異伝 Tōhō Rei’iden; dosł. „Cudowna Wschodnia Legenda”)
Pierwsza gra z serii, wydana w listopadzie 1996 roku. Gra ta, w odróżnieniu od nowszych części, nie jest shoot 'em upem – jej podstawowa mechanika rozgrywki, podobnie jak w Arkanoidzie, zakłada odbijanie kuli zbijającej znajdujące się na planszy klocki. Ta część gry wprowadziła postać miko Reimu Hakurei, główną bohaterkę większości gier oraz centralną postać uniwersum Touhou.
Story of Eastern Wonderland (jap. 東方封魔録 Tōhō Fūmaroku)
Gra wydana w sierpniu 1997 roku podczas 52. edycji targów Comiket. Jest to pierwszy shmup w serii. Gra ta wprowadziła między innymi postać czarownicy Marisy Kirisame, drugiej głównej postaci w uniwersum Touhou.
Phantasmagoria of Dim. Dream (jap. 東方夢時空 Tōhō Yumejikū)
Gra wydana w sierpniu 1997 roku podczas 53. Comiketu. Jest to strzelanka, w której udział biorą jednocześnie dwie rywalizujące ze sobą osoby. Ogólny zamysł rozgrywki nawiązuje do gry Twinkle Star Sprites.
Lotus Land Story (jap. 東方幻想郷 Tōhō Gensōkyō)
Gra wydana w sierpniu 1998 roku na 54. Comikecie. W tej części wprowadzono między innymi tryb skupienia „focus” (możliwość spowolnienia ruchu postaci w celu zwiększenia precyzji ruchu) oraz system nagradzający gracza za ocieranie (graze) się o pociski.
Mystic Square (jap. 東方怪綺談 Tōhō Kaikidan; dosł. „Fantastyczna Wschodnia Opowieść Romantyczna”)
Piąta i ostatnia gra na platformę PC-98, wydana w grudniu 1998 roku na 55. Comikecie.

## Gry pod platformę Microsoft Windows
Embodiment of Scarlet Devil (jap. 東方紅魔郷 Tōhō Kōmakyō)
Pierwsza gra Touhou dla systemu Windows. Zmiana platformy znacząco wpłynęła zarówno na dostępność gry, jak i na jakość grafiki i dźwięku. Jest to również pierwsza gra, która wprowadziła karty zaklęć (and. spell card). Pod względem fabularnym nowe gry całkowicie odcinają się od poprzednich części, pozostawiając jedynie kilka postaci – w tym główne bohaterki Reimu Hakurei i Marisę Kirisame.
Fabuła opowiada o incydencie, w którym to kraina Gensokyo przykryta została przez czerwoną mgłę, blokującą światło słońca. Kierując poczynaniami Reimu Hakurei bądź Marisy Kirisame, gracz ma za zadanie odnaleźć źródło mgły i pokonać osobę stojącą za incydentem.
Perfect Cherry Blossom (jap. 東方妖々夢 Tōhō Yōyōmu)
Siódma gra z serii, wydana w 2003 roku. W części tej, poza duetem Reimu i Marisy, dostępna jest trzecia grywalna postać – Sakuya Izayoi, przeciwnik napotkany w poprzedniej części gry.
W Gensokyo rozpoczął się już maj, jednak zima nadal nie miała zamiaru ustąpić miejsca wiośnie. Mieszkańcy krainy zaczęli podejrzewać, że stał za tym ktoś inny niż tylko natura. Reimu, Marisa oraz Sakuya Izayoi wyruszają więc w poszukiwaniu przyczyny tej anomalii pogodowej.
Immaterial and Missing Power (jap. 東方萃夢想 Tōhō Suimusō)
Gra wydana w 2004 roku; jej stworzeniem zajęła się grupa Tasogare Frontier – ZUN odpowiadał tylko za fabułę oraz kilka utworów muzycznych. Choć gra powstała już po wydaniu Imperishable Night, wydarzenia z Immaterial and Missing Power mają miejsce przed tymi z Imperishable Night, dlatego też w oficjalnej numeracji gra ma numer 7.5, podkreślając jednocześnie jej nietypowy charakter – jest pierwszą w serii dwuwymiarową bijatyką.
Podczas przygotowań do uczty Reimu zauważyła dziwną, pełną magii mgłę roztaczającą się nad Gensokyo. Ona i kilku innych mieszkańców krainy rozpoczęli poszukiwania sprawcy całego zamieszania.
Początkowo dostępnych jest sześć grywalnych postaci (Reimu Hakurei, Marisa Kirisame, Sakuya Izayoi, Alice Margatroid, Youmu Konpaku oraz Patchouli Knowledge), ale wraz z postępami gracza odkrywane są kolejne; oficjalny patch oddaje do dyspozycji graczy dodatkową postać – Hong Meiling.
Imperishable Night (jap. 東方永夜抄 Tōhō Eiyashō)
Ósma gra z serii, wydana w sierpniu 2004 roku na 66. Comikecie. Imperishable Night zawiera kilka elementów wyróżniających ją wśród innych części serii – najważniejszym z nich jest tryb spell practice, pozwalający na walczenie przeciw wybranym atakom bez konieczności powtarzania całego etapu. Ponadto, w zależności od wyboru postaci, wyborów oraz osiągów gracza, dostępne są dwie różne wersje etapu czwartego i szóstego, z różnymi przeciwnikami i zakończeniami. Gra, jako jedyna z serii posiada system czasu – po przejściu każdego stage’a w zależności ile zebrało się „punktów czasu” dodaje całą albo pół godziny do czasu, rozpoczynając od godziny 11:00PM (23:00). Gra kończy się, gdy dobije godzina 5:00. Na każdym levelu jest określona liczba punktów czasu do zebrania. Jeśli graczowi uda się osiągnąć tę liczbę, boss, po swoim pokonaniu, rzuci „ostatnie słowo” – kartę zaklęć, podczas której bomby i życia gracza zostają anulowane.
Zbliża się pełnia księżyca równonocy jesiennej, gdy youkai zauważają, że ktoś zastąpił prawdziwy księżyc jego imitacją, która nie może osiągnąć pełni. Duet składający się z człowieka i youkai wyrusza, by wyjaśnić to niecodzienne zjawisko.
Phantasmagoria of Flower View (jap. 東方花映塚 Tōhō Kaeizuka)
Dziewiąta gra z serii, wydana w sierpniu 2005 roku na 68. Comikecie. Phantasmagoria of Flower View, tak samo jak Phantasmagoria of Dim. Dream, składa się wyłącznie z pojedynków pomiędzy dwiema postaciami.
W Gensokyo nastała wiosna. Kwiaty kwitną wszędzie wokół... jednakże jest ich zdecydowanie zbyt dużo, a wiele z nich nie powinno kwitnąć o tej porze roku. Dla mieszkańców krainy staje się jasne, że ponownie ktoś zakłócił porządek rzeczy. Poszczególne bohaterki (na początku do wyboru jest pięć grywalnych postaci, ale w miarę postępów czynionych przez gracza pojawiają się nowe) ruszają, by wyjaśnić tę sprawę, choć wiele z nich robi to raczej z nudy lub ciekawości niż z poczucia obowiązku.
Shoot the Bullet (jap. 東方文花帖 Tōhō Bunkachō)
Część oznaczona numerem 9.5, wydana w grudniu 2005 roku na 69. Comikecie jako odpowiednik pierwszej oficjalnej książki dotyczącej Touhou, Bohemian Archive in Japanese Red.
W Shoot the Bullet gracz kieruje reporterką Ayą Shameimaru. Celem gracza jest przeżycie ataków przeciwników z poprzednich części serii przy jednoczesnym robieniu im zdjęć.
Mountain of Faith (jap. 東方風神録 Tōhō Fūjinroku)
Dziesiąta gra z serii, wydana 20 maja 2007 roku. Wyróżnia ją całkowity brak systemu otarć (graze) oraz zmodyfikowany system bomb, których użycie powoduje obniżenie siły ognia postaci.
Scarlet Weather Rhapsody (jap. 東方緋想天 Tōhō Hisōten)
Oznaczona numerem 10.5, wydana 25 maja 2007 roku. Jest to druga w serii bijatyka. Za jej stworzenie odpowiedzialny jest Tasogare Frontier.
Mieszkańców Gensokyo prześladują nieprzerywające się zjawiska pogodowe, każde inne dla wszystkich, a świątynię Hakurei nawiedziło trzęsienie ziemi. Reimu, Marisa i Sakuya wyruszają by zlikwidować przyczynę tych zjawisk.
Subterranean Animism (jap. 東方地霊殿 Tōhō Chireiden)
Jedenasta część gry, wydana w sierpniu 2008 roku. Podobnie jak w Mountain of Faith, cechuje ją system bomb połączony z siłą ognia postaci.
Undefined Fantastic Object (jap. 東方星蓮船 Tōhō Seirensen)
Dwunasta część gry, wydana w sierpniu 2009 roku.
W Gensokyo nastała wiosna i magiczny, latający statek pojawił się na niebie. Gracz może wcielić się w rolę Reimu, Marisy lub Sanae i wyrusza na pokład tajemniczego statku.
Touhou Hisōtensoku (jap. 東方非想天則 〜 超弩級ギニョルの謎を追え Tōhō Hisōtensoku ~ Chōdokyū Ginyoru no Nazo wo Oe)
Gra oznaczona numerem 12.3 i wydana jednocześnie z Touhou 12, w sierpniu 2009 roku. Jest dodatkiem do Scarlet Weather Rhapsody, zawierającym pięć nowych postaci, nową ścieżkę fabularną oraz lekko zmodyfikowaną mechanikę.
Jednak ponieważ nie wymaga do poprawnego działania Scarlet Weather Rhapsody, a zawartą w niej ścieżkę fabularną można ukończyć posiadając jedynie Touhou Hisōtensoku, jest traktowana jako niezależna, trzecia gra z serii bijatyk.
Double Spoiler (jap. ダブルスポイラー 〜 東方文花帖 Daburu Supoiraa ~ Tōhō Bunkachō)
Kontynuacja gry Shoot the Bullet, oznaczona numerem 12.5. Gra ta wprowadza nową postać – Hatate Himekaidou, większą liczbę etapów oraz niewielkie modyfikacje mechaniki.
Fairy Wars (jap. 妖精大戦争 〜 東方三月精 Yōsei Daisensō ~ Tōhō Sangetsusei)
Gra wydana w 2010 roku, oznaczona numerem 12.8. Jest kontynuacją mangi Touhou Sangessei. Główną bohaterką jest Cirno, wróżka posiadająca zdolność zamrażania pocisków.
Ten Desires (jap. 東方神霊廟 Tōhō Shinreibyō)
Trzynasta gra w serii wydana w roku 2011. Kierować w niej można Reimu, Marisą, Sanae lub Youmu.
W Gensokyo zaczyna się pojawiać coraz więcej „dusz”. Bohaterki zdają sobie sprawę, że jest to kolejny incydent, więc wyruszają w drogę, aby go rozwiązać.
Hopeless Masquerade (jap. 東方心綺楼 Touhou Shinkirou)
Gra wydana w maju 2013 roku i oznaczona numerem 13.5. Jest to czwarta z bijatyk 2D stworzona przy współpracy z Tasogare Frontier, jednak w porównaniu z wcześniejszymi bijatykami, zostały wprowadzone dość duże zmiany w rozgrywce (m.in. brak talii oraz pogody), a walka odbywa się całkowicie w powietrzu. Została również wprowadzona nowa postać – Hata no Kokoro.
Double Dealing Character (jap. 東方輝針城 Touhou Kishinjou)
Czternasta gra w serii wydana w sierpniu 2013 roku. Kierować w niej można jedną z trzech grywalnych postaci: Reimu Hakurei, Marisą Kirisame lub Sakuyą Izayoi.
Impossible Spell Card (jap. 弾幕アマノジャク Danmaku Amanojaku)
Gra wydana w maju 2014 roku, oznaczona numerem 14.3. Kierować w niej można Seiją Kijin, która przy pomocy dziewięciu różnych przedmiotów stara się przetrwać i ukończyć karty zaklęć.
Urban Legend in Limbo (jap. 東方深秘録 Touhou Shinpiroku)
Gra wydana w maju 2015 roku, oznaczona numerem 14.5. Jest to piąta z bijatyk 2D stworzona przy współpracy z Tasogare Frontier, oparta na silniku z Hopeless Masquerade. Gra wprowadza nową postać, Sumireko Usami (jest to też pierwszy występ w grze postaci Kasen Ibaraki, obecnej wcześniej w oficjalnej mandze opartej na Touhou)
Legacy of Lunatic Kingdom (jap. 東方紺珠伝 Touhou Kanjuden)
Gra nosząca numer 15, wypuszczona w 2015 roku. Grywalne postaci to Reimu Hakurei, Marisa Kirisame, Sanae Kochiya, oraz Reisen Udongein Inaba
Antinomy of Common Flowers (jap. 東方憑依華 Touhou Hyouibana)
Gra wydana w grudniu 2017 roku na Comikecie 93, oznaczona numerem 15.5. Jest to szósta bijatyka 2D stworzona przy współpracy z Tasogare Frontier, systemem prawie że identyczna do Urban Legend in Limbo. Gra wprowadza 2 nowe postacie do uniwersum – Siostry Shion i Joon Yorigami. Do kasty postaci z poprzedniej bijatyki dochodzą Youkai takie jak Yukari i Doremy.
Hidden Star in Four Seasons (jap. 東方天空璋 Touhou Tenkuushou)
Gra wydana w sierpniu 2017 na Comikecie 92, oznaczona numerem 16.
Violet Detector (jap. 秘封ナイトメアダイアリー Hifuu Naitomea Daiarii)
Gra wydana w sierpniu 2018 na Comikecie 93, oznaczona numerem 16.5.
Wily Beast and Weakest Creature (jap. 東方鬼形獣 Touhou Kikeijuu)
Gra wydana w sierpniu 2019 na Comikecie 96, oznaczona numerem 17.
Sunken Fossil World (jap. 東方剛欲異聞　～ 水没した沈愁地獄 Touhou Gouyoku Ibun)
Gra wydana w październiku 2021, oznaczona numerem 17.5.
Unconnected Marketeers (jap. 東方虹龍洞 Touhou Kouryuudou)
Gra wydana w maju 2021, oznaczona numerem 18.
100th Black Market (jap. バレットフィリア達の闇市場 Bulletphilia-tachi no Yami-Ichiba)
Gra wydana w sierpniu 2022 na Comikecie 100, oznaczona numerem 18.5.
Unfinished Dream of All Living Ghost (jap. 東方獣王園 Touhou Juuouen)
Gra wydana w sierpniu 2023 na Comikecie 102, oznaczona numerem 19.
Fossilized Wonders (jap. 東方錦上京 Touhou Kinjoukyou)
Gra wydana w sierpniu 2025 na Comikecie 106, oznaczona numerem 20.